# Clarissa Crotta
Clarissa Rosa Maria Hassmann Crotta (* 10. Juni 1978), zumeist verkürzt Clarissa Crotta genannt, ist eine Schweizer Springreiterin aus dem Kanton Tessin.
Sie befindet sich im Oktober 2023 auf Platz 149 der Weltrangliste. Ihre beste Platzierung war Rang 72.

## Karriere
Bei den Europameisterschaften 2009 in Windsor gewann sie Gold mit der Schweizer Mannschaft. In der Einzelwertung erreichte sie Platz 22.
Bei den Olympischen Spielen 2012 in London war sie Ersatzreiterin.
Im Jahr 2010 zog sie von Giubiasco in die Nähe von Itzehoe, wo sie im Stall von Rolf-Göran Bengtsson und Bo Kristoffersen tätig ist. Zuvor war sie in Neuendorf im Stall von Willi Melliger stationiert. Anfang 2013 machte sie sich mit einem eigenen Turnier- und Verkaufsstall in Borgholzhausen selbstständig.

## Privates
Crotta hat zwei Geschwister, ihr Bruder Fabio ist ebenfalls Springreiter. Im August 2021 heiratete sie Toni Haßmann, ihre gemeinsame Tochter war bereits im April 2019 geboren worden.

## Pferde
aktuelle:
- U2 (* 1997, Vater: Cento, Muttervater: Latano)
- Valerie FS (* 2002, Vater: Indoctro, Muttervater: Ahorn)
- Piperita Patti (* 1999, Vater: Jalisco, Muttervater: Gigant)
- Jazzy de la Luth (* 1997, Vater: Cacao Courcelle)
- For Joy II (* 2000, Vater: Fresco VII, Muttervater: Uniek)
- Jumex Sport Chi-Kung (* 1999)
- West Side v. Meerputhoeve (* 1999, Belgier, Wallach, Vater: Baloubet du Rouet)
- Made in Margot (* 2000)
- Kimberley V (* 1992)
- Lemon II (* 1998)

ehemalige Turnierpferde:
- Campensino IV (* 2000, Vater: Cowondo Z, Muttervater: Sola)
- Adine van het Bergeneinde (* 2000, Vater: Flamenco de Semilly, Muttervater: Landetto)
- Oscar IV (* 1996, Vater: Hinault, Muttervater: Brenneke)
- Cantarello (* 1996)
- Little Pretty Princess (* 2001)

## Erfolge ab 2009
- 2009: 5. Platz im Weltcupspringen von Zürich (CSI 5*-W) mit West Side v. Meerputhoeve, 2. Platz im Invitational Grand Prix der Sunshine Tour (CSI 4* Vejer de la Frontera) mit West Side v. Meerputhoeve, 2. Platz im Grossen Preis von Estoril (CSI 5* GCT) mit West Side v. Meerputhoeve, 3. Platz im Grossen Preis von Helsinki (CSI 5*-W) mit Magnus Romeo, 5. Platz im Grossen Preis von La Coruña (CSI 5*) mit West Side v. Meerputhoeve sowie mit der Schweizer Mannschaft 3. Platz im Nationenpreis von Rom (CSIO 5*) mit West Side v. Meerputhoeve
- 2010: 4. Platz im Grossen Preis von Neuendorf (CSI 2*) mit U2, 5. Platz im Weltcupspringen von Zürich (CSI 5*-W) mit West Side v. Meerputhoeve, 7. Platz im Grossen Preis von Zürich (CSI 5*-W) mit West Side v. Meerputhoeve, 1. Platz im Grossen Preis von Leszno (CSI 3*) mit West Side v. Meerputhoeve, 3. Platz im Grossen Preis von Dresden (CSI 3*) mit West Side v. Meerputhoeve
- 2011: 4. Platz im Grossen Preis von Cannes (CSI 5* GCT) mit West Side v. Meerputhoeve, 5. Platz im Grossen Preis von Estoril (CSI 5* GCT) mit West Side v. Meerputhoeve, 6. Platz im Grossen Preis von Abu Dhabi (CSI 5* GCT) mit West Side v. Meerputhoeve
- 2012: 5. Platz im Grossen Preis von Neustadt/Dosse (CSI 2*) mit West Side v. Meerputhoeve, 3. Platz im Grossen Preis von Rio de Janeiro (CSI 5*) mit West Side v. Meerputhoeve sowie mit der Schweizer Mannschaft 2. Platz im Nationenpreis von Rom (CSIO 5*) mit West Side v. Meerputhoeve, 2. Platz im Nationenpreis von St. Gallen (CSIO 5*) mit West Side v. Meerputhoeve und 4. Platz im Nationenpreis von Falsterbo (CSIO 5*) mit West Side v. Meerputhoeve

(Stand: 7. Oktober 2012)